# Атанасов-Беријев рачунар
Атанасов-Бери рачунар (АБР), (енгл. Atanasoff-Berry Computer (ABC)) је прва дигитална електронска справа за рачунање. Ова машина, замишљена 1937, а направљена током 1939—1940, године, могла је да решава системе до 29 линеарних једначина (једначина са 29 непознатих) и успешно је прошла прве тестове, мада њен улазно/излазни механизам није био довољно поуздан чак ни 1942. године када су њени изумитељи напустили Државни универзитет Ајова да би учествовали у Другом светском рату.

## Значај
Атанасов-Бери рачунар (АБР) је пионирски изум у којем се по први пут сусрећу елементе модерног рачунарства, укључујући бинарну аритиметику и електронске прекидачке елементе. Од модерних рачунара разликује се по томе што се радило о машини специјалне намене, односно о машини којој су недостајали ускладиштени и променљиви рачунарски програми.
Рад Џона Атанасова на пољу рачунарства није био познат широј јавности све до његове ревизије и ревалоризације током 60-их година 20. века као последице полемика око питања који је био први електронски рачунар. До тада се сматрало да је "ENIAC" био први модерни рачунар, али је 1973. године Окружни суд САД донео одлуку да је то Атанасов-Бери рачунар (видети “Контроверзе” испод).
Председник САД Џорџ Буш Старији одликовао је Џона Винсента Атанасова, изумитеља АБР-а, Националном медаљом за технологију на церемонији у Белој кући 13. новембра 1990.

## Дизајн и конструкција
Атанасов-Беријев рачунар (ABC) био је замишљен у једном тренутку изненадне “просветљености” који је професор Атанасов доживео након једне дугачке вечерње вожње аутом у зиму 1937-38. АБЦ-ова иновативност укључује у себе електронску рачунаризацију (рачунање), бинарну аритметику, паралелно процесирање, регенеративну меморију и сепарацију (одвајање) меморије од рачунских функција. Механички и логички дизајн доктор Атанасов је разрадио следеће године. Пријава за одобрење средстава за изградњу прототипа за доказивање овог концепта била је предата у марту 1939, одсеку за Агрономију, који је такође био заинтересован за убрзавање процеса машинског рачунања (рачунаризације) у економским и истраживачким анализама. 5000 долара додатних средстава за довршетак ове машине стигла су од непрофитне организације “Истраживачка корпорација” из Њујорка.
Др. Атанасов и Клифорд Е. Бери су изградили свој АБЦ у приземљу зграде за физику на Ајова државном колеџу током 1939/40 године. Почетна средства су добијена у септембру и прототип са 11 електронских цеви био је демонстриран у октобру 1939. децембарска демонстрација је убрзала добијање средстава за конструкцију машине у пуној снази и обиму. АБЦ је изграђен и тестиран током следеће две године. Оописан је у наводу једног чланка у новинама ” „Регистар Де Мојна“ (“Des Moines register” - вечерње новине које се објављују у Де Мојну, главном граду америчке државе Ајове) од 15. јануара 1941. године. Систем је тежио седам стотина фунти (320 kg). У њега је било уграђено приближно 1 mi (1,6 km) (1,6 km) жице, 280 дуалних триода (вакуумских цеви), 31 тиратрон, и био је отприлике величине једног стола. Он није био комплетан Тјурингов рачунар, што га разликује од много потпунијих машина, као што су тадашња Цузеова (Konrad Zuse Z3) машина, (1941), или касније машине ENIAC из 1946, EDVAC из 1949, дизајн Универзитета Манчестер или Тјурингов послератни дизајн са Националне физичке лабораторије (National Physical Laboratory, NPL) и других. У њега није била уграђена архитектура ускладиштених програма, што би га учинило практичнијим репрограмибилним рачунаром опште намене.
Ова машина је, међутим, по први пут применила три критичне идеје које су још увек део сваког модерног рачунара:
1. Употреба бинарних цифара за представљање свих бројева и података
2. Извођење свих рачунских операција коришћењем електронике, уместо дотадашњег коришћења точкова, зупчаника или механичких прекидача
3. Организација система у којем су извођење рачунских операција и меморија одвојени једно од другога

Као додатак томе, овим системом по први пут користи се регенеративна кондензаторска меморија, као што се DRAM (DRAM) меморија и даље користи и данас.
Меморија Атанасов-Бери рачунара била је изграђена као пар ваљака или бубњева (енгл. drum), од којих је сваки садржавао на себи 1600 кондензатора, и ротирао је око заједничке осовине једном у секунди. Кондензатори на сваком бубњу били су организовани у 32 групе од по 50 (30 активних група и две резервне у случају да неки кондензатор откаже), дајући машини брзину од 30 сабирања/одузимања у секунди. Подаци су били представљени као 50-битни бинарни бројеви. Електроника меморије и аритиметичке јединице могле су да ускладиште и оперишу са 60 таквих бројева у исто време (3000 битова).
Наизменична мрежна струја фреквенције од 60 Hz давала је систему примарни сатни (временски) темпо за операције на најнижем нивоу.
Аритметичко-логичке функције биле су потпуно електронски извођене, применом вакуумских цеви. Фамилија логичких “капија” била је рангирана од измењивачких до два или три улазних “капија”. Улазни и излазни нивои и операциони напон били су компатибилни унутар различитих “капија”. Свака “капија” састојала се од једне инвертујуће вакуумске појачавачке цеви, којој је претходила резисторска делилачка улазна мрежа која је дефинисала логичку функцију. Контролне логичке функције, које је требало да оперишу само једном за време једне ротације бубња, и према томе нису захтевале електронску брзину, биле су електромеханичке, изведене уз помоћ релеја.
Иако је Атанасов-Бери рачунар представљао значајан корак напред у односу на раније рачунске машине, он није био способан да ради потпуно аутоматски током решавања целог проблема. Био је потребан оператер који ће управњати контролним прекидачима да би подесио њихове функције, слично ономе што ради бут (енгл. boot) програм који је уведен у касније рачунаре. Избор операција које треба да буду изведене, читање, писање, претварање из бинарног у децимални систем, или редуковање система једначина извођено је помоћу предње прекидачке табле, а у неким случајевима и уз помоћ преспајача.
Постојале су два облика улаза и излаза. Примарни кориснички улаз и излаз и интермедијарни резултатски улази и излази. Ускладиштење интермедијарних резултата дозвољавало је оперисање са проблемима који су били сувише велики да би се у потпуности савладали унутар само електронске меморије.
Највећи проблем који се могао решити без коришћења интермедијарних улаза и излаза је било решавање система две линеарне једначине што је релативно тривијалан проблем.
Интермедијарни резултати су били записивани на странице папира електростатичком модификацијом отпора на 1500 локација, да би се представило 30 од 50 битних бројева (или једначина). Свака страница могла је да буде исписана или прочитана у једној секунди. Поузданост система је била ограничена на отприлике 1 грешку у 100.000 рачунских операција овим јединицама, што је зависило пре свега од недостатка контроле карактеристика материјала од којег су странице направљене. У перспективи је предстојало решење којим би се могао додати парни бит за сваки број када је написан. Овај проблем није био решен до времена када је Атанасов напустио универзитет ради учешћа у ратним напорима.
Основни кориснички улаз је ишао преко стандардних бушених картица, а излаз преко показивача (дисплеја) на предњој управљачкој плочи.

## Функција
АБЦ рачунар је био дизајниран за специфичну намену, решавање система линеарних једначина. Могао је да решава системе све до броја од 29 једначина, веома тежак проблем за то време. Проблеми овакве тежине постајали су све више уобичајени у физици, департману на којем је Џон Атанасов радио. У машину је могло бити похрањено од две до двадесет девет променљивих и константних чланова и могла је затим да се елиминише једна променљива. Овај процес требало је понављати ручно за сваку од једначина, што би имало за резултат нови систем једначина са једном променљивом (непознатом) мање. И тако даље, цео процес требало је непрестано понављати све док се не би елиминисале и остале променљиве (непознате величине, на пример, x, y, z,...).

## Контроверзе
Преспер Екерт и Џон Мокли (Presper Eckert и John Mauchly) били су први који су патентирали дигиталну рачунарску справу, њихов ЕНИАК рачунар. АБЦ рачунар је био испитан од стране Џона Моклија у јуну 1941, и Исак Ауербах, бивши Моклијев студент, потврдио је да је то имало утицаја на његов каснији рад на ЕНИАК-у, мада је Мокли то порицао.
Године 1967. фирма Ханивел тужила је фирму Спери Ренд у покушају да пониште њихов ЕНИАК патент, и тврдећи да је АБЦ рачунар примарно дело (prior art) у овом случају. Окружни суд Сједињених Држава за округ (дистрикт) Минесота објавио је своју пресуду 19. октобра 1973, налазећи у случају “Ханивел против Спери Ренда” да је ЕНИАК патент изводљив из Атанасовљевог изума. На ову пресуду није уложена жалба.
Атанасов, међутим, никада није себе сматрао зачетником идеје рачунара опште намене чак и у годинама након што је вест о стварању ЕНИАК-а објављена. Године 1954. патентни адвокат из IBM-а састао се са Атанасовом тражећи од њега помоћ у сламању Моклијевог патента. У интервјуу датом Шаркину, 1982, Атанасов је рекао: “Био је то први шок који ми се десио. Први пут. Нико раније није упоређивао нас двојицу.
Кембел-Кели и Еспри (Campbell-Kelly и Aspray) закључују:
“Размере у којима је Мокли развијао оригиналне Атанасовљеве идеје остају непознате, а докази су масивни и контрадикторни. На крају крајева ми можемо да саопштимо да је Мокли видео потенцијални значај АБЦ-а и да је то могло да га наведе да предложи слично електронско решење.”